# Université Hofstra
L'université Hofstra est une institution privée d'éducation supérieure située à Hempstead, sur l'île de Long Island dans l'État de New York (États-Unis).

## Historique
L'université fut fondée en 1935 sur le domaine du magnat des scieries William S. Hofstra (en) et de sa seconde épouse Kate Williams Hofstra. Elle fut intégrée au sein de l'université de New York avant de prendre son indépendance quelques années plus tard sous le nom de « Hofstra College ». Ce n'est qu'en 1963 qu'elle prit finalement son nom actuel.
Le campus compte une superficie de 1 km2 et accueille 13 000 étudiants.